# Hovhannes IX (ormiański patriarcha Jerozolimy)
Hovhannes IX (ur. ?, zm. ?) – w latach 1684–1697 ormiański Patriarcha Jerozolimy.